# Roger McGuinn
James Joseph McGuinn III (Chicago, Illinois, 13 de julho de 1942), mais conhecido como Roger McGuinn, é um dos membros fundadores da banda estadunidense de folk rock The Byrds. Foi considerado o 95º melhor guitarrista de todos os tempos pela revista norte-americana Rolling Stone.

## The Byrds
A banda The Byrds ficou conhecida em meados dos anos 1960 por unir folk, influenciada por Bob Dylan, e rock, influenciada pelos Beatles. McGuinn era vocalista e guitarrista da banda, e ficou particularmente reconhecido por seu elaborado trabalho vocal e pelo timbre de sua guitarra.

## Nome artístico
Até 1967, Roger McGuinn adotou artisticamente o nome de Jim McGuinn.

## Discografia
- Roger McGuinn (1973)
- Peace on You (1974)
- Roger McGuinn & Band (1975)
- Cardiff Rose (1976)
- Thunderbyrd (1977)
- McGuinn, Clark & Hillman (1978)
- City (1980)
- McGuinn - Hillman (1981)
- Back from Rio (1990)
- Born to Rock and Roll (1991)
- Live from Mars (1996)
- McGuinn's Folk Den (4 volumes) (2000)
- Treasures from the Folk Den (2001)
- Limited Edition (2004)
- The Folk Den Project (2005)
- Live from Spain (2007)
- 22 Timeless Tracks from the Folk Den Project (2008)